# La Red Avispa
La Red Avispa (título original en francés Cuban Network, en inglés Wasp Network) es una película dramática de coproducción internacional del 2019, escrita y dirigida por el cineasta francés Olivier Assayas (n. 1955), basada en el libro The Last Soldiers of the Cold War, de Fernando Morais. La cinta está protagonizada por Penélope Cruz, Édgar Ramírez, Gael García Bernal, Ana de Armas, Leonardo Sbaraglia y Wagner Moura, y cuenta la historia, basada en varios hechos reales, de un grupo de espías cubanos en territorio estadounidense durante la década de 1990.
La película tuvo su estreno mundial en el Festival de Cine de Venecia el 1 de septiembre de 2019 y en Francia el 29 de enero de 2020, por Memento Films, y se lanzó en Netflix el 19 de junio de 2020.

## Sinopsis
A inicios de la década de los años 90, en la La Habana (Cuba), el piloto René González (Édgar Ramírez) abandona a su esposa Olga (Penélope Cruz) y a su hija Irma (Carolina Peraza Matamoros) para empezar una nueva vida en Estados Unidos. Secretamente vuela a Miami en un avión robado, un Antonov An-2. González se une a un grupo de exiliados cubanos opositores a Fidel Castro, llamados Hermanos al Rescate, quienes operan desde Florida y también se enfocan en desintegrar la floreciente industria de turismo cubana; incluso vuelan sobre el espacio aéreo cubano. Por su parte, una organización de inteligencia cubana llamada Red Avispa, busca infiltrarse en estos grupos anticastristas. Esta célula es dirigida por Gerardo Hernández, alias Manuel Viramóntez (Gael García Bernal), la cual para 1992 ya estaba operando a toda su capacidad con su red de agentes.
En marzo de 1995 los cubano-estadounidenses Martínez Rueda y Ramírez Oro ingresan clandestinamente por mar y entierran armas y explosivos que usarían en un atentado en el hotel Meliá en Varadero, pero una semana después son arrestados en el aeropuerto de La Habana antes de ejecutar su misión. La Fundación Nacional Cubano Americana (FNCA) y Hermanos al Rescate no sólo lanzan folletos de propaganda sobre La Habana o guían a los balseros desde Cuba hasta las costas de la Florida, sino también contrabandean drogas y armas. Además dirigen actividades terroristas en contra de Cuba organizadas por Luis Posada Carriles (Tony Plana). A principios de 1996 dos Cessna Skymaster de los Hermanos al Rescate son derribados por MiGs cubanos, matando sobre el Mar Caribe a cuatro aviadores.
Juan Pablo Roque (Wagner Moura) es otro piloto militar cubano, quien se lanza al mar a nado para desertar del país socialista y pide asilo político en la Base Naval de Guantánamo. Cuando llega a Miami, es reclutado por Hermanos al Rescate, sienta cabeza y se casa con Ana Margarita Martínez (Ana de Armas), pero después de unos pocos años secretamente regresa a Cuba dejando muy claro que era un topo infiltrado en los grupos anticastristas. En una entrevista en vivo en la televisión en La Habana declara por qué regresó a su país y menciona que las organizaciones anticastristas violan el espacio aéreo cubano y organizan ataques terroristas en la isla y al final admite que lo único que extraña de su vida en Miami es su camioneta Jeep Cherokee.
Después de meses y muchos procedimientos burocráticos, a Olga y a su hija se les permite abandonar Cuba para reunirse con René en Miami. Pero antes de su viaje, Viramóntez le informa a Olga que su marido no es un gusano, un traidor del régimen castrista, y que de hecho es un héroe y un agente de la inteligencia cubana que se infiltró en la FNCA; pero ella debe mantener el secreto por la seguridad de su familia y de toda la Red Avispa.
En 1997, en El Salvador, Raúl Cruz León (Nolan Guerra Fernández) es reclutado por un órgano anticastrista para colocar bombas de C-4 en hoteles de La Habana. Un turista italiano muere en el atentado al hotel Copacabana, y el mismo día Cruz León es atrapado por la policía cubana. Después de ser capturado, la organización de Posada Carriles lo abandona a su suerte.
Finalmente, René González, Manuel Viramóntez y toda la Red Avispa es descubierta y arrestada por el FBI. Todos afrontan cargos de espionaje, conspiración para cometer asesinatos y actuar como agentes de un gobierno extranjero y otras actividades ilegales en suelo estadounidense por lo que son sentenciados a duras penas de prisión por el Tribunal Federal de la juez Joan A. Lenard (Adria Carey Pérez). En una entrevista, Fidel Castro reconoce la existencia de agentes de la inteligencia cubana en los Estados Unidos.
A pesar de los ofrecimientos del FBI para reducir su condena, René González rechaza cooperar con las autoridades estadounidenses.

### Consecuencias
- Olga Salanueva-González es deportada a Cuba después de pasar 3 meses en prisión. Se reúne con sus hijas Irma e Ivette y realiza una campaña para la liberación de su marido.
- René González estuvo 12 años en prisión. Fue liberado el 7 de octubre de 2011.
- Gerardo Hernández, alias Manuel Viramontez, es sentenciado a 2 cadenas perpetuas. Fue liberado en diciembre de 2014 como parte de un intercambio de espías después de estar preso 15 años.[5]
- Ana Margarita Martínez demandó al gobierno cubano. Una corte ordenó que cobrara 27 millones de dólares por daños, pero sólo recibió 200.000.
- Juan Pablo Roque nunca volvió a pilotar. Afrontando problemas económicos tuvo que vender su Rolex en eBay.
- Raúl Cruz León fue liberado en 2024..[6]
- Luis Posada Carriles murió en 2018 a los 90 años de edad. Nunca fue procesado por el ataque a los hoteles con bombas en La Habana en 1997.

## Reparto
- Penélope Cruz como Olga Salanueva-González.
- Édgar Ramírez como René González.
- Wagner Moura como Juan Pablo Roque.
- Gael García Bernal como Gerardo Hernández, alias Manuel Viramontez.
- Ana de Armas como Ana Margarita Martínez.
- Leonardo Sbaraglia como José Basulto.
- Tony Plana como Luis Posada Carriles.
- Nolan Guerra Fernández como Raúl Cruz León.
- Osdeymi Pastrana Miranda como Irma González Salanueva.
- Julian Flynn como un piloto del PUND.
- Anel Perdomo como Adriana, la esposa de Gerardo Hernández.
- Julio Gabay como el primo de Juan Pablo Roque.
- Amanda Morado como Teté.
- Carolina Peraza Matamoros como Irma González Salanueva (6 años).
- Raúl Bravo como Roberto, hermano de René González.
- Omar Ali como Jorge Mas Canosa.
- Adria Carey Pérez como la juez Joan A. Lenard.
- Carlos Leal como el narrador.

## Recepción y crítica
La película recibió críticas mixtas, tanto negativas como alguna reseña positiva. En el sitio web de reseñas Rotten Tomatoes, la película tiene un índice de aprobación del 42% basado en 66 reseñas, con una calificación media ponderada de 5,44 sobre 10. En Metacritic, la película obtiene una puntuación media ponderada de 54 sobre 100 basada en 18 críticas, que la web define como «críticas mixtas o promedio».
El crítico cinematográfico de la BBC, Nicholas Barber, le dio a la película 4 estrellas de 5, describiéndola como «un thriller entretenido cloak-and-dagge, con momentos de glamour donde el sol siempre brilla y los actores son todos espléndidos». Jay Weissberg de Variety escribió que: «deja a los espectadores satisfechos por su bravura cinematográfica y el puro placer que da ver a este soberbio elenco en su mejor forma, pero se siente corta». Xan Brooks de The Guardian le dio a la película 3 estrellas de 5 y escribió: «le falta carga emocional y una textura fina». David Rooney de The Hollywood Reporter dijo de la película que era «una película grande y bellamente filmada, con un elenco potente y unas localizaciones deslumbrantes», y también que la película caía «en una maraña sin fin de idas y venidas de demasiados personajes, situaciones y escenarios que sin embargo creaban una narración satisfactoria».
El País lamentó que «toda la película se mueve entre los vericuetos del thriller de acción y los del drama coral, con momentos brillantes, pero sin lograr anclarse bien ni en uno ni otro». La revista Positif escribió que: «a los inocentes placeres del cine de género y su sabrosa interpretación se añade una abundancia formal bastante agradable». Le Monde vio la película como: «un relato detallado de uno de los últimos episodios de la Guerra Fría; La Red Avispa no es ni una gran película política –que obviamente era la intención de Olivier Assayas– ni el thriller que su tema podría haber llevado a uno a esperar».

## Críticas políticas
Ha sido considerada como «propaganda» a favor del gobierno cubano por grupos anticastristas residentes en Estados Unidos. Los grupos anticastristas la critican al aducir que el filme los tilda de «terroristas y narcos» y que presenta una versión unilateral de los hechos. Ninoska Pérez Castellón, reconocida periodista de los exiliados cubanos y comentarista de Radio Mambí, señaló que la cinta «es una total infamia».
Netflix fue blanco de denuncias por "difamación" de Ana Margarita Martínez, cuya reputación quedó "dañada" en la película por incluir "falsamente" un personaje sobre su vida. También ha sido calificada como un «insulto a la verdad» y «un proyecto político más que una historia cinematográfica». Algunos grupos de exiliados cubanos en Miami solicitaron, por medio de la plataforma Change.org, a Netflix que retire la película La Red Avispa, y en solo 3 días la petición consiguió más de 15 mil firmantes. Otros grupos decidieron no acompañar la propuesta. El gobierno cubano señaló que la película era «imperfecta, incompleta y un tanto superficial» aunque respaldó su contenido. Por su parte, el diario oficial del Partido Comunista de Cuba, Granma, señaló en su reseña de la cinta, que fue exhibida en La Habana en diciembre de 2019 como parte del Festival Internacional de Cine Latinoamericano, que ésta defiende el «derecho» del Gobierno cubano a espiar en Miami.
Esta percepción no es compartida por algunos críticos del cine, que no ven un sesgo ideológico particular, sino más bien defectos de construcción, mientras que elogian el trabajo de los actores. Jay Weissberg escribió en Variety que «sin embargo, Assayas no es un partidario ideológico y aunque hay un elemento heroico en varios personajes, está lejos de describir la vida en Cuba como un lecho de rosas, y no simplemente por las sanciones estadounidenses».